# 魔法门之黑暗弥赛亚
《魔法门之黑暗弥赛亚》（Xbox 360版本的副标题为“Elements”）是一款第一人称的动作角色扮演游戏，也是《魔法门系列》游戏之一。单人游戏部分由Arkane Studios和Floodgate Entertainment共同开发；多人游戏部分由Kuju Entertainment开发。Windows版本在2006年由育碧软件于歐美地區發行，繁體中文版在2007年由代理商英特衛於台灣發行。Xbox 360版本于2008年發行。